# Tsangyang Gyatso
(Tsangyang Gyatso)
Tsangyang Gyatso (in tibetano 'ཚངས་དབྱངས་རྒྱ་མཚོ', traslitterazione Wylie: Tshangs dbyangs Rgya mtsho, che significa "oceano della melodiosa voce di Brahma") (1683 – 15 novembre 1706) fu il sesto Dalai Lama.
Occupa un posto particolare nella storia tibetana, poiché fu l'unico Dalai Lama laico: amava le donne e andava a caccia. Scriveva canzoni e poesie. Durante il suo regno il Tibet fu occupato dai cinesi.

Lo si ricorda tutto ingioiellato, elegante, coi capelli lunghi, vestito di broccato, con faretra e arco. Di lui si citano almeno due raccolte di poesie d'amore.

Non è mai stato delegittimato anzi, quando i cinesi lo arrestarono gli abitanti della città si rivoltarono e i monaci lo liberarono per nasconderlo nel monastero.

## Storia
La storia del VI Dalai Lama va letta all'interno di una complessa cornice storica, che porterà il Tibet a diventare protettorato cinese.
Nel 1680 diversi stati indipendenti e laici del SudEst del Tibet vennero incorporati nello stato teocratico del Tibet dal V Dalai Lama, con l'aiuto dell'esercito mongolo. Tra questi, il Mon (ora in India, stato del Nagaland) dove nacque il Tsangyang. Secondo alcuni, il VI Dalai Lama nacque nella città di Tawang (attualmente nell'Arunachal Pradesh, in India), sul versante opposto della pianura creata dal Brahmaputra.
Alla morte del V Dalai Lama il reggente Sangye Gyamtso trovò nel fanciullo del Mon l'incarnazione del Gran Quinto, ma guidò il Tibet per altri quattordici anni. Questo non fece altro che portare inimicizia tra il Tibet e il suo vecchio protettore, il regno mongolo che appoggiò il V Dalai Lama nell'espansione del Tibet, nonché indispettì l'imperatore cinese Kang Xi.
Il VI Dalai Lama era di etnia Monpa. La sua famiglia era legata alla vecchia scuola buddista (rNying-ma-pa, in tibetano) da parte di padre, mentre per parte di madre alla corrente detta dei Virtuosi (dGe-lugs-pa in tibetano).
Il novello Dalai Lama cominciò a manifestare atteggiamenti poco congrui alla sua carica, deludendo le aspettative di tutti: agli studi il giovane lama preferiva il tiro con l'arco, le cavalcate con gli amici, le taverne di Lhasa e, ovviamente, le donne. Nel 1702 rinunciò addirittura ai voti presi di fronte al quinto Panchen Lama, Lobsang Yeshe, ma il clero e i quadri politici tibetani non gli negarono mai la propria legittimità: Tsang-yang, reincarnazione del Gran Quinto, rimase quindi il primo (e ancora oggi l'unico) Dalai Lama laico. Questo contribuì a deteriorare i rapporti già difficili tra Tibet e Cina.
Il reggente, ancora attivo, decise di punire il giovane progettando la morte del suo compagno di bisboccia, nonché funzionario dello stato. Il gioco del caso volle però che Tsangyang e compagno si scambiassero proprio quella notte i vestiti, e l'omicida (per errore o propria decisione) accoltellò il nobile sbagliato: sarebbe a dire colui che portava i vestiti del principe, in realtà il suo più fedele amico.

Tsan-yan-ghia-tsò fece condannare i congiurati, alcuni dei quali pubblicamente suppliziati. E poiché il reggente successivamente tentò anche di avvelenare il sovrano mongolo Lha-bzang Khan, suo protettore, venne diplomaticamente allontanato una volta per tutte da Lhasa.
Ma lo scontro con i Mongoli non poté però essere evitato: l'ex reggente venne decapitato, e Lhabzang divenne padrone del Tibet (1705).

Il VI Dalai Lama venne arrestato, cosa che provocò una forte reazione del popolo della capitale che così dimostrò come, nonostante l'eccentricità della Sesta Reincarnazione, Tsang-yang era il cuore pulsante del Tibet.
Durante il tragitto verso la capitale cinese, il VI Dalai Lama si ammalò e morì, la notte tra il 14 e il 15 novembre 1706 nel Qinghai, vicino al lago Gongga.

Fu proprio la scomparsa in tali circostanze drammatiche che permise il diffondersi di "biografie segrete".
Suo successore fu Kelzang Gyatso.

## Canti d'amore
Il VI Dalai Lama si divertiva a cantare e comporre quartine in versi senari, caratteristiche della poesia tibetana.
L'opera completa ci è pervenuta in due raccolte, di cui la prima più antica e celebre: un corpus di una sessantina di canti, considerati alla stregua di una biografia poetica.
Tali canti son stati trasmessi oralmente, e nella loro trascrizione in versi non viene mai indicato l'inizio e il termine di ciascun componimento. Si dice sia andato perduto un commento in prosa, ma non è detto sia mai stato redatto.
La seconda raccolta è invece di 456 componimenti, e comprende anche gran parte dei precedenti. In essa vi è il nome del curatore, che pare abbia messo mano alla stesura delle poesie. Si pensa anche che alcuni versi satirici siano stati messi in bocca al VI Dalai Lama successivamente.
Alcune poesie parlano del Mon, sua regione natìa.

La maggior parte delle sue poesie parlano d'amore in termini fortemente autobiografici. Speranza, complicità, diffidenza, dubbio, delusione, dolore, rimpianto: l'amore viene presentato in tutte le sue sfaccettature, anche sul lato fisico.

La religione appare di solito come regola difficile da seguire.
In una letteratura prevalentemente religiosa, i canti del VI Dalai Lama sono un esempio raro ma non unico di poesia profana e raffinata.